# 사무엘 홀멘
사무엘 토비아스 홀멘(스웨덴어: Samuel Tobias Holmén, 1984년 6월 28일 ~)은 스웨덴의 전 축구 선수이다.